# Adolfo Oxilia

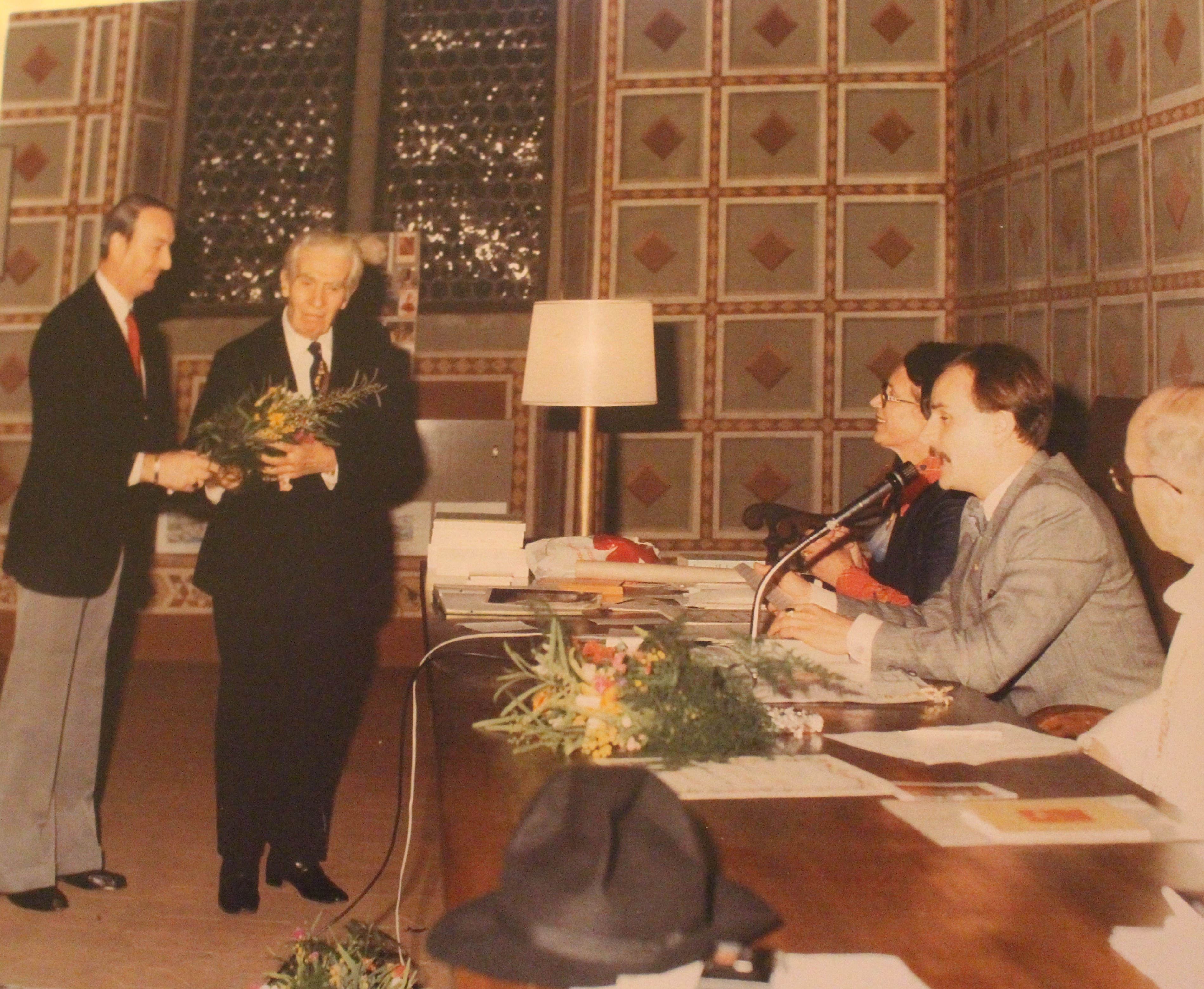
Il prof Adolfo Oxilia in uno storico incontro negli anni 70

Adolfo Oxilia (Parma, 1899 – Firenze, 1992) è stato uno scrittore italiano.

## Biografia
Adolfo Oxilia nasce a Parma e rimane orfano del padre Felice, ufficiale dell'esercito, morto nel 1917 nella prima guerra mondiale; medesima fine fa il cugino commediografo Nino Oxilia, anche lui scomparso nel conflitto. 
Viene arruolato giovanissimo, è un dei famosi ragazzi del '99, ufficiale di cavalleria ed insignito del cavalierato di Vittorio Veneto; finita la guerra prosegue gli studi e si laurea a Firenze dove si era trasferito. 
Vinto il concorso per grandi sedi della Pubblica Istruzione assolve il compito per 45 anni di onorata carriera di professore, concludendo il suo iter lavorativo come membro del Consiglio Superiore della Pubblica Istruzione. 
Nel 1946 fonda insieme a Giovanni Papini la rivista di poesia e metasofia L'Ultima. edita da Vallecchi, realizzata a Pescia dalla Stamperia di Artidoro Benedetti, nella quale riveste per 18 anni la figura del direttore. La rivista vedrà i contributi di personaggi illustri quali: Giorgio La Pira, don Divo Barsotti, Padre Ernesto Balducci, padre David Maria Turoldo e Piero Bargellini e in qualità di collaboratore il giovane Carlo Lapucci.
In questo periodo sono numerose le collaborazioni con riviste e periodici nazionali come Il Mattino ed Il Secolo d'Italia. 
Nel 1969 viene nominato presidente della Camerata dei poeti di Firenze sostituendo il presidente fondatore Domenico François carica mantenuta fino al 1981 per poi mantenere quella di presidente onorario.
Per la Camerata dei poeti nel 1980 presiede l'incontro poetico dal titolo «Il vescovo di Roma venuto di lontano» con la presenza del Papa Giovanni Paolo II in veste di poeta presso la Basilica di Santa Croce.
Nel 2016 presso Convento di San Ludovico a Colleviti è stato organizzato dall'Accademia Collegio De' Nobili l'incontro letterario dal titolo "Adolfo Oxilia: uno scrittore dimenticato" con relatori il Professore Marcello Falletti di Villafalletto, il poeta Giancarlo Bianchi e il Dottore Giovanni Cascio Pratilli.
Nel Convento di San Ludovico a Colleviti sono conservati la sua collezione di volumi di letteratura in un fondo che porta il suo nome.
Nel 2017 nel Palazzo del Podestà di Pescia nell'ambito della presentazione del libro Uno sguardo dall'alto di Giancarlo Bianchi testimonianze di Carlo Lapucci sulla rivista l'Ultima e di Roberta e Rudi Necciari eredi della Stamperia di Artidoro Benedetti che dava le stampe alla rivista.